# Georges Brera
Georges Brera, né le 27 novembre 1919 à Genève et décédé le 25 septembre 2000 à Genève, est un architecte suisse.

## Biographie
Georges Brera fréquente l’École des beaux-arts de Genève en 1936-1940, puis l’École d'architecture de Genève (en 1945-1946) avec comme enseignants Eugène Beaudoin et Denis Honegger. 
Georges Brera crée avec Paul Waltenspühl le bureau d'architectes « Brera et Waltenspühl » en 1946, qui sera actif jusque dans les années 1980. Leurs principales réalisations sont le stade de Champel (1946-1947), le groupe scolaire du parc Geisendorf (1954-1956 et 1966-1967), les usines du groupe Eternit à Niederurnen (Glaris) et à Payerne (Vaud) (1956-1957), l’usine Tarex au Petit-Lancy (avec René Schwertz, 1961-1962), et la piscine de Lancy (avec Pierre Nierlé, 1968-1969).
En outre, Georges Brera construit la villa Maier à Cologny, participe à la construction des Tours de Carouge (1959-1962), conçoit la fontaine de ces mêmes tours (1966), réalise la station d'épuration des eaux usées d'Aïre (Vernier, 1964-1967) ainsi que l'ancienne station de pompage du Rhône et participe dès 1970 aux chantiers du Palais des expositions (avec Jean-Jacques Gerber, André Leman, Jean-Marie Ellenberger) et de la gare de l'aéroport de Cointrin. 
Georges Brera préside le groupe genevois des Congrès internationaux d'architecture moderne en 1948, et assiste aux congrès de 1953, 1956 et 1957. Il préside la commission du plan directeur de l'urbanisme genevois en 1965. Il enseigne à l'École des arts décoratifs de 1957 à 1964 et à l'École d'architecture de Genève de 1968 à 1980.

## Galerie

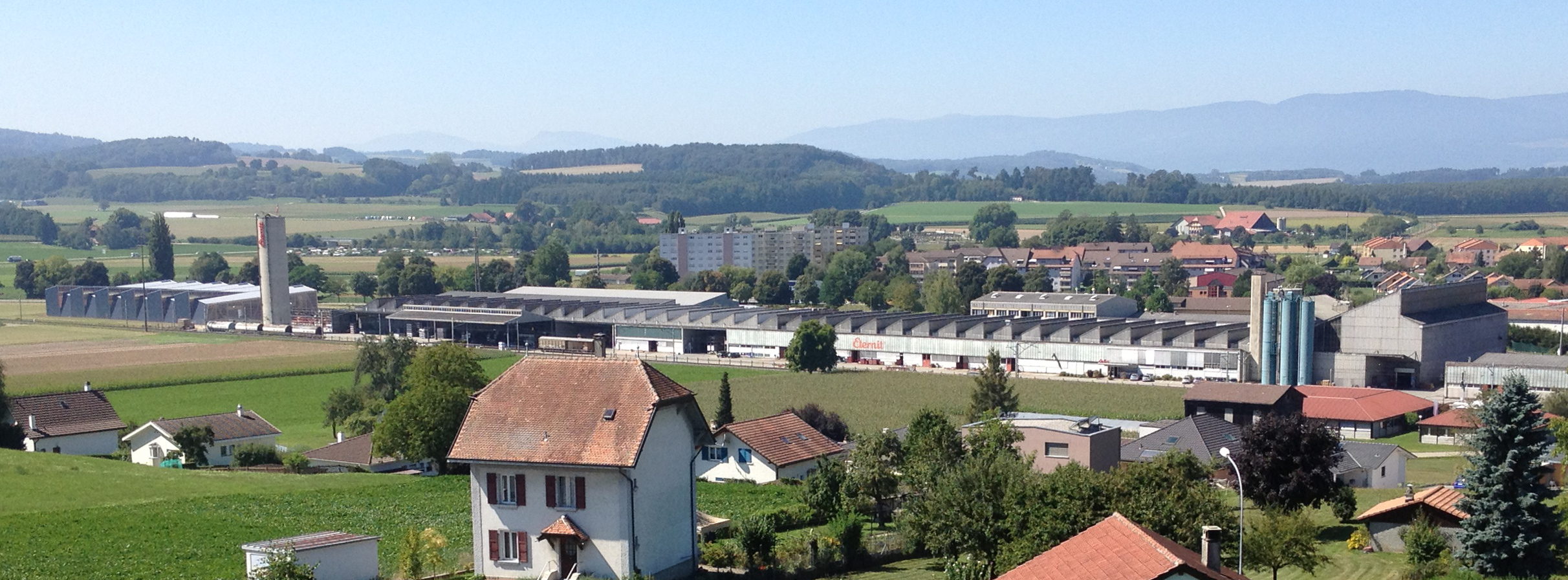
Halles de production Eternit à Payerne, 1957
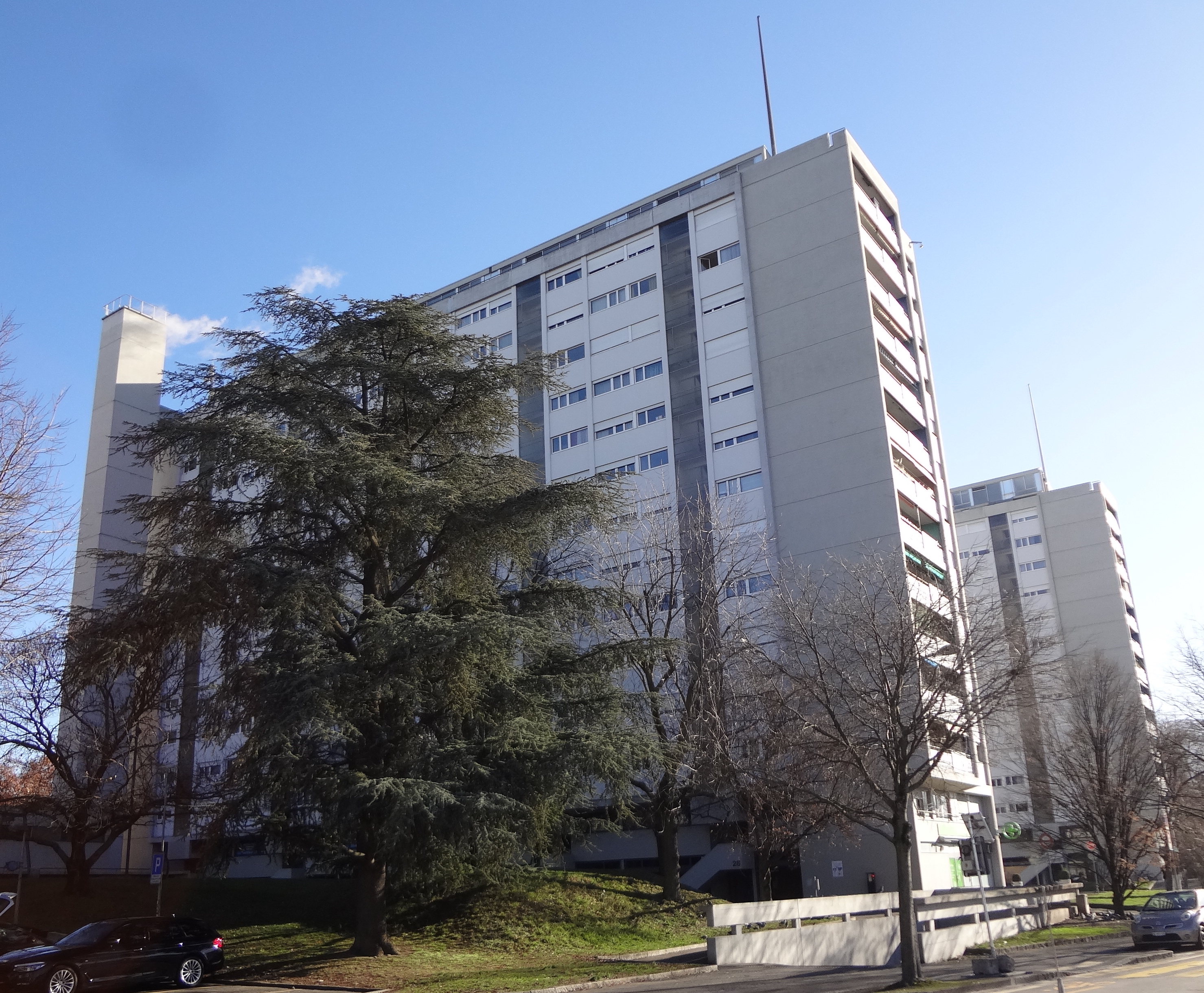
Tours de Carouge, 1958-1963
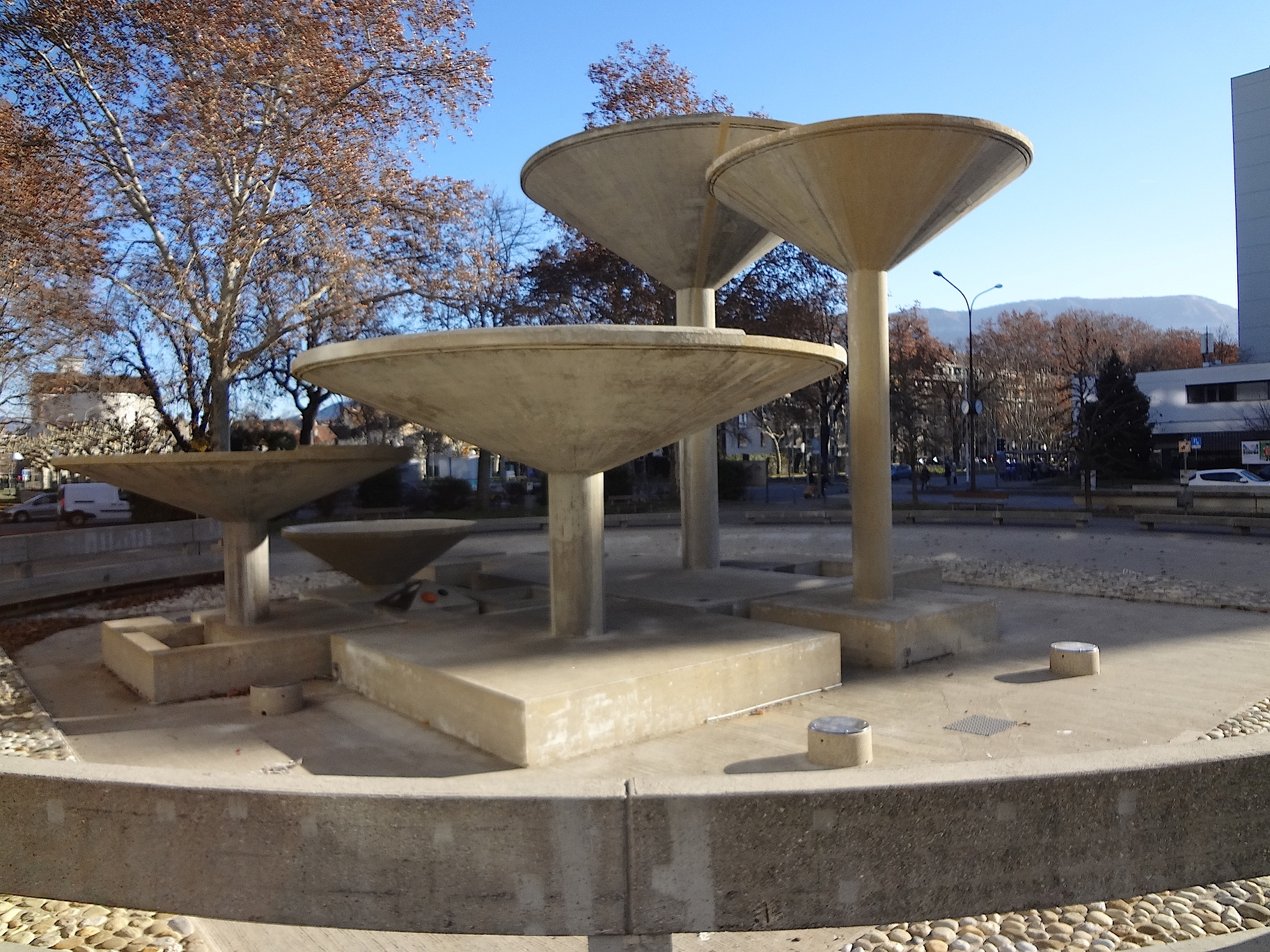
Fontaine des tours de Carouge, 1966
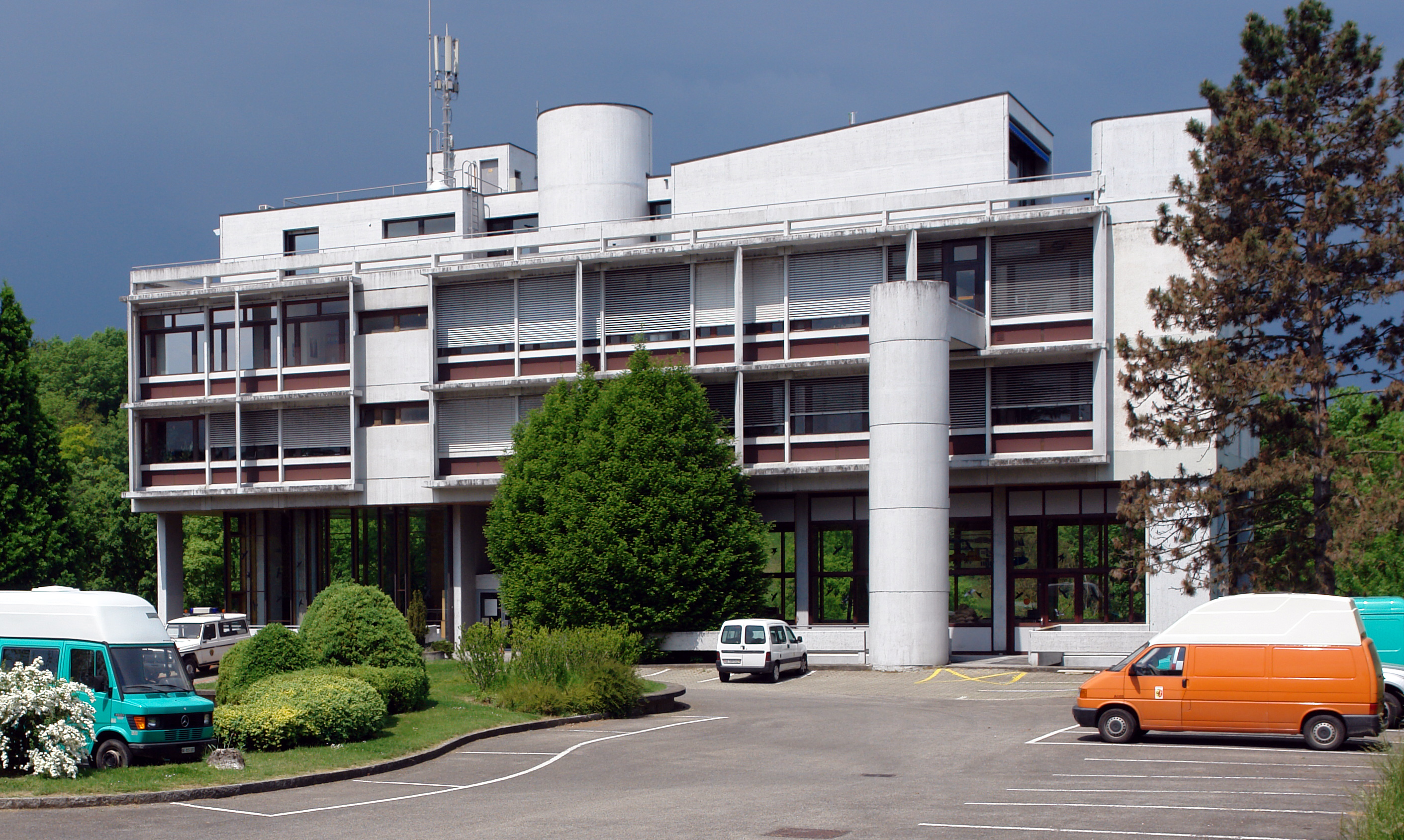
Station d'épuration d'Aïre, 1967

## Sources
- Fonds : Georges Brera et Paul Walthenspühl (1919-1986).  Cote : Acm-EPFL 0015, Georges Brera et Paul Waltenspühl. Lausanne : Archives de la construction moderne – EPFL (présentation en ligne).